# Grève générale d'avril 2006 au Népal

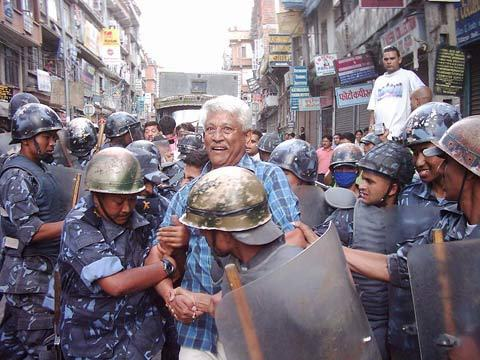
Arjun Narasingha arrêté par la police du roi Gyanendra pendant le soulèvement du Népal de 2006.

La grève générale d'avril 2006 au Népal a été provoquée par les forces politiques opposées (Alliance des sept partis) au coup de force constitutionnel du roi Gyanendra qui a commencé le 5 avril à Katmandou et d'autres villes du Népal.

## Historique
Les rebelles maoïstes ont appelé à un cessez-le-feu dans la vallée de Katmandou afin de permettre la tenue de protestations pacifiques. Cette grève générale a donné lieu à plusieurs manifestations et dont la répression a fait au moins une douzaine de morts. Un couvre-feu a été décrété par le gouvernement le 8 avril et la police a reçu l'ordre de tirer à vue sur tout manifestant. Malgré ces mesures, les manifestations se sont néanmoins poursuivies, tandis que les revendications des opposants se radicalisaient : beaucoup d'entre eux réclamant désormais l'abolition de la monarchie et l'instauration d'une république.
Le 9 avril, une coalition des sept principaux partis politiques du pays a annoncé qu'elle comptait poursuivre les protestations jusqu'à nouvel ordre et a demandé aux contribuables de cesser de payer leurs impôts et leurs taxes. Le gouvernement a annoncé qu'il comptait intensifier les mesures assurant le couvre-feu et estime que les rebelles maoïstes sont à la source de l'ensemble des manifestations. Prachanda, le leader du Parti communiste du Népal (maoïste) a déclaré : « Il ne s'agit plus d'une action de protestation des partis d'opposition... c'est maintenant un soulèvement populaire » et a averti qu'il pourrait bien mener lui-même la révolte dans la capitale.
Le soir du lundi 24 avril 2006, dix minutes avant minuit, le roi Gyanendra a cédé aux appels de la rue. À la veille d'un rassemblement populaire qui promettait d'être particulièrement suivi et violent, il a annoncé qu'il redonnait le pouvoir au Parlement, et l'a invité à se réunir quatre jours plus tard. Le gouvernement sera formé sous la conduite de Girija Prasad Koirala, nommé Premier ministre par les sept grands partis.
Un mois après, le parlement retirera au roi toutes ses prérogatives et le caractère sacré de son pouvoir sera aboli. Le gouvernement entamera quant à lui des négociations de paix avec les rebelles maoïstes, qui conduiront durant l'année 2007 à la création d'un gouvernement comportant cinq des leurs.
Les conséquences de ce mouvement auront raison du régime monarchique, puisque les nouvelles autorités ont programmé son abolition et son remplacement par une république fédérale démocratique pour le printemps 2008, après l'élection d'une Assemblée constituante survenue le 10 avril 2008.